# Eduardo Marques
Eduardo Augusto Marques GCC • GCA • GCIC (Mafra, 21 de junho de 1867 – Lisboa, 10 de junho de 1944) foi um general do Exército Português e um político partidário do 28 de maio de 1926, que levou a instalação do Estado Novo.

## Biografia
Dentro da carreira militar atingiu o posto de general e entre outras funções foi Ministro das Colónias (8 de julho de 1929 a 31 de janeiro de 1931) de um dos governos da Ditadura Nacional e depois presidente da Câmara Corporativa (1935–1944) do regime do Estado Novo. Foi também governador de Timor português, entre 30 de agosto de 1908 até 27 de agosto de 1909, e de Macau, entre  22 de setembro de 1909 a 30 de novembro de 1910.

## Condecorações
Foi agraciado com a Grã-Cruz da Ordem Militar de Cristo a 31 de Dezembro de 1930, a Grã-Cruz da Ordem Militar de Avis a 5 de Outubro de 1932 e a Grã-Cruz da Ordem do Império Colonial a 9 de Abril de 1934. Foi autor de múltiplas obras sobre temática colonial e um dos subscritores de Concordata de 1940 e do Acordo Missionário entre a Santa Sé e a República Portuguesa.